# Klucziki (rejon krasnozorieński)
Klucziki (ros. Ключики) – osiedle w Rosji, w obwodzie orłowskim, w rejonie krasnozorieńskim. W 2010 liczyło 406 mieszkańców.